# Port lotniczy Mono
Port lotniczy Mono (IATA: MNY, ICAO: AGGO) – port lotniczy położony na wyspie Mono (Wyspy Salomona).